# Dennis Boutsikaris
Dennis Boutsikaris (ur. 21 grudnia 1952 w Newark) – amerykański aktor. Odtwórca roli Richa Schweikarta w serialu Zadzwoń do Saula. Zagrał też m.in. w Picasso – twórca i niszczyciel, Dziedzictwie Bourne’a, Krokodylu Dundee II, Zakładniku z Wall Street i Zbaw mnie ode złego. Ponadto był lektorem ponad 140 książek mówionych.